# Javad Foroughi
Javad Foroughi (en persan : جواد فروغی), né le 11 septembre 1979 à Dehloran, est un tireur sportif iranien, champion olympique en 2021. 

## Carrière
Aux Championnats d'Asie de tir en 2019 à Doha, il est médaillé de bronze en tir au pistolet à 10 mètres individuel ainsi qu'en tir au pistolet à 10 mètres par équipe mixte.
Il est champion olympique après sa victoire dans le tournoi de tir au pistolet à 10 mètres des Jeux olympiques de 2020.